# Alexandre III (papa)
Alexandre III (de nom de bateig Rollando Bandinelli) (Siena ? - Civita Castellana, 1181) va ser escollit Papa de Romà el 1159, càrrec que exerciria fins a la seva mort el 1181.
Després de concloure els seus estudis de dret canònic a la Universitat de Bolonya, es va dedicar a l'ensenyament d'aquesta matèria primer a Bolonya i després en Pisa. Va escriure la "Stroma" o "Summa Magistri Rolandi", un dels primers comentaris sobre el Decret de Gracià.
L'octubre de 1150, el Papa Eugeni III el nomena cardenal-diaca de Santi Cosma e Damiano; després és nomenat cardenal-legat de Sant Marc. Probablement és en aquest període quan escriu les seves "Sentències", basades en l'"Introdutio ad theologiam" de Pere Abelard. En 1153 és nomenat canceller de l'Església, erigint-se com a dirigent dels cardenals que s'oposaven a l'Emperador Frederic I, escollit en 1152, i que pretenia estendre el seu imperi per tot Itàlia. Així començava pugnar-la pel dominium mundi.
Amb la mort accidental del papa Adrià IV el 1159, es va convocar un conclave. Els cardenals estaven dividits entre una majoria formada pels reis de França, Anglaterra, la península Ibèrica, Sicília i Portugal favorable a Alexandre III, enemic declarat de Barba-roja i oponent de les pretensions imperials sobre Itàlia, i els cardenals pro-germànics partidaris de Víctor IV del partit imperial. Alexandre va ser escollit, però el poble de Roma va aclamar a Víctor. Frederic va convocar un concili a Pavia per solucionar el conflicte (l'autoritat de l'emperador per convocar un concili no estava clara). A Pavia, es va barrar l'entrada als partidaris d'Alexandre de manera que Víctor va ser elegit. Tanmateix, l'acord del concili va ser ignorat pel clergat italià i francès, i també part de l'alemany. Els esforços de Frederic de fer que Enric II d'Anglaterra i Lluís VII de França no reconeguessin Alexandre també van fracassar. A la Dieta del regne d'Itàlia de 1159 va posar a Milà de nou sota el bàndol de l'imperi per negar-se a rebre un podestà imperial, i el 1162 les tropes imperials van destruir Milà amb suport de Pavia, Cremona, Lodi i Como, el que els va assegurar el control de Llombardia.
Alexandre, enfrontat a una forta oposició imperial a Itàlia, va fugir a França l'abril de 1162, romanent en Sens impedint una victòria total de l'emperador i aconseguint el reconeixement de Lluís VII de França i Enric II d'Anglaterra. Durant aquest període Alexandre també va continuar mantenint la lleialtat de la majoria del clergat a Itàlia, especialment al sud, i molts a Alemanya. Va continuar impulsant el programa de reforma de l'església iniciat el segle anterior sota la direcció del papa Gregori VII. El patriarca de Grau, amb suport de Venècia, va organitzar la Lliga antimperial de Verona a l'abril de 1164 amb Verona, Treviso, Vicenza i Pàdua, per resistir a les pretensions imperials, i Alexandre, amb el suport de la Lliga Veronesa va tornar a Roma el 23 de novembre de 1165 , però pressionat per l'Emperador que el derrotà en la batalla de Monte Porzio en 1166, va exiliar-se a Benevento mentre l'emperador es va fer coronar per l'antipapa Pasqual III.
A la mort de Pasqual III, el 20 de setembre de 1168, els seus partidaris es van reunir a Roma per triar un nou (anti)papa. Calixt III va ser escollit, però l'emperador, que estava en negociacions amb Alexandre III en aquell moment per posar fi al cisma, no va reconèixer immediatament la seva elecció, i no ho va fer fins que les negociacions amb Alexandre es van trencar. L'antipapa, que va residir principalment a Viterbo era principalment una moneda de canvi amb la qual l'emperador podia pressionar Alexandre, i només tenia un suport a la mateixa Roma, part dels Estats Pontificis, a la seva Toscana natal i a Renània, un suport geogràfic limitat en comparació amb Víctor IV i Pasqual III.
Alexandre fou derrotat en la batalla de Monte Porzio el maig del 1167 per les forces imperials. Va tornar a Itàlia amb el suport de la Lliga Veronesa i, aprofitant les dificultats a què havia de fer front l'emperador, va organitzar la Lliga Llombarda que va augmentar el seu poder en unir-se a la Lliga Veronesa i combatre l'Emperador que es trobava embardissat en una sèrie de campanyes pel nord d'Itàlia. En la batalla de Legnano, el 1176, Frederic va ser derrotat i es va obligar a firmar la Treva de Venècia, el 1177, reconeixent Alexandre III com a papa legítim i tornant a la Santa Seu els territoris ocupats; en conseqüència, el papa va aixecar l'excomunió que pesava sobre ell des de 1160. El 12 de març de 1178, Alexandre III va tornar de nou a Roma.
El març del 1179, Alexandre III convoca el Concili del Laterà III, concili que va ser reconegut per l'església com l'onzè concili ecumènic. Alexandre va aconseguir que fossin acceptades algunes de les seves proposicions entre les quals, per evitar els possibles cismes, es va establir que l'elecció del Papa fos votada per la majoria dels dos terços dels cardenals.
Aquest sínode inicia l'apogeu del poder d'Alexandre III que, a més d'obligar Frederic a reconèixer-lo com a Papa, va humiliar Enric II d'Anglaterra en prendre partit, en el seu enfrontament, per Tomàs Becket, Arquebisbe de Canterbury; i en el seu exili, va gaudir de la protecció i el favor de Lluís VII de França. No obstant això, poc temps després de clausurar-se el sínode, la noblesa romana va obligar a Alexandre III a deixar la ciutat a la qual no tornaria mai.
El 29 de setembre del 1179 alguns nobles van intentar pujar al soli a l'antipapa Innocenci III com a successor d'Alexandre III, amb el qual la bicefàlia de l'Església va continuar. Utilitzant assenyadament el control de les finances, Alexandre III va recobrar el poder. El 1181 va excomunicar Guillem I d'Escòcia i va aixecar la prohibició que pesava sobre el regne d'Escòcia.
Alexandre III va concedir i va confirmar el privilegi de l'any jubileu de Santiago de Compostel·la de forma que, si el 25 de juliol (festa de l'Apòstol Sant Jaume) cau diumenge es podran guanyar a la catedral de Santiago de Compostel·la les mateixes indulgències que es guanyen en Roma els anys jubileus, que allà solen coincidir cada 25 anys. Es tracta de la butlla de concessió més antiga que conserva la religió catòlica, la "Regis aeterni", datada en 1179. En la butlla es confirma un privilegi anterior concedit pel Papa Calixt II (1118-1124).
Alexandre III va dur a terme una sèrie de reformes en l'interior de l'Església i va enfortir l'autoritat pontifícia. Va morir el 3 d'agost de 1181 a Civita Castellana.